# Quemado en antorcha

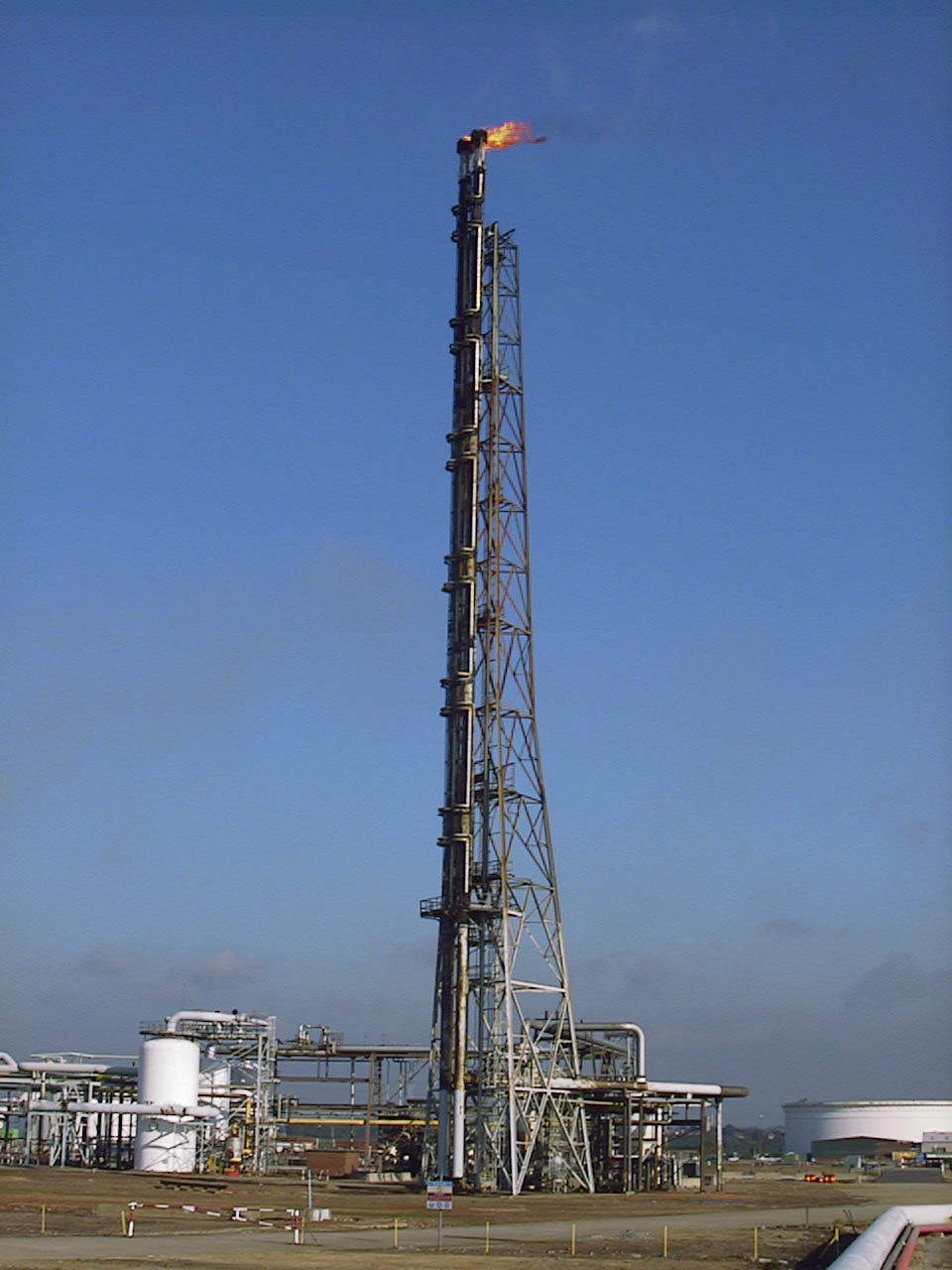
Quemado de gas natural en antorcha en la refinería de Haven (Inglaterra), de la compañía Shell.

El quemado en antorcha (en inglés gas flare o flare stack) o venteo de gas natural (mayormente metano, CH4) es una forma de deshacerse del gas residual utilizada en plantas industriales como refinerías de petróleo, plantas químicas o plantas de procesamiento del gas natural, así como en zonas donde se produce este gas, entre las que se cuentan pozos petrolíferos, yacimientos de gas y basureros. El quemado en antorcha se conoce en el sector petrolífero por flaring.
En plantas industriales, las antorchas se usan principalmente para quemar el gas inflamable liberado por dispositivos de alivio de presión durante sobrepresiones no planificadas del equipamiento de la planta. Durante los arranques o las paradas —parciales o totales— también se utilizan a menudo para la combustión prevista de gases por periodos relativamente cortos.
El quemado en antorcha protege los equipos de muchas instalaciones de extracción de gas y petróleo de los peligros de las sobrepresiones. Cuándo se extrae el petróleo de yacimientos marinos o tierra adentro, también se trae a la superficie el gas natural asociado a este petróleo. Especialmente en zonas del mundo donde no hay gasoductos ni otra infraestructura para el transporte del gas —por ejemplo plantas de licuefacción, o de conversión del gas a hidrocarburos líquidos (procesos gas-to-liquid, GTL por sus siglas en inglés)— las vastas cantidades de este gas asociado son generalmente quemadas como residuos o gas inutilizable. El quemado de dicho gas puede realizarse en la parte superior de una torre (como en la primera foto) o, a nivel del suelo, en una fosa específica de quemado (segunda foto). 
Esta práctica se considera «un despilfarro de recursos valiosos, así como una fuente significativa de gases de efecto invernadero.» Se estima preferible reinyectar el gas asociado en el yacimiento, guardándolo así para futuros usos, y manteniendo alta además la presión del pozo, con lo que se facilita la extracción del petróleo (producibilidad).

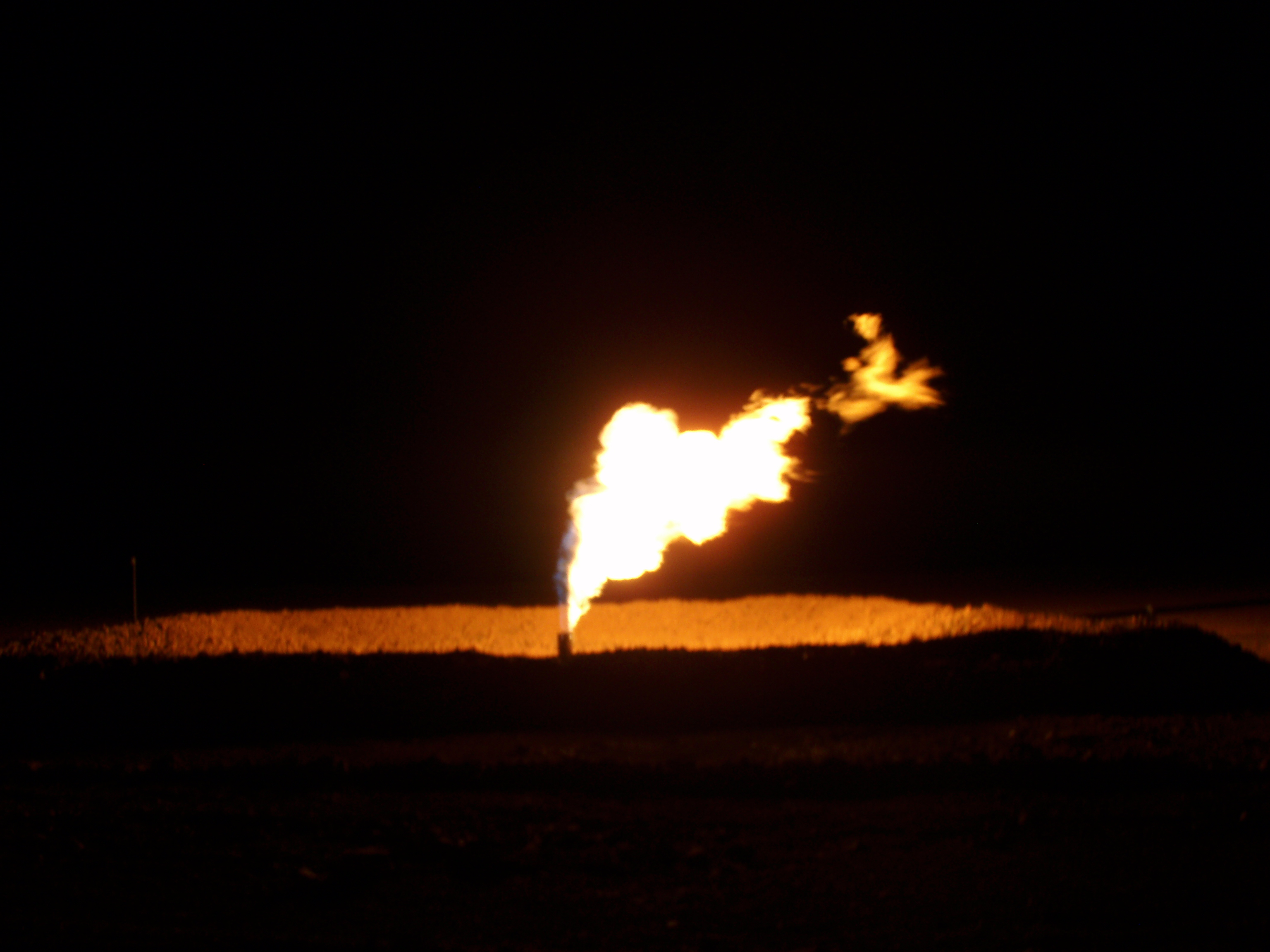
Quemado en antorcha en Dakota del Norte (EE. UU.)

La administración Obama promulgó normativa para reducir el quemado en antorcha en EE. UU. y posteriormente la administración  Trump intentó retrasar su aplicación. En octubre de 2017 un magistrado federal anuló el movimiento del Departamento del Interior de los Estados Unidos (equivalente a un ministerio en otros países) para aplazar esta aplicación.

## Sistema de quemado en antorcha en plantas industriales
Cuando los equipos de una planta industrial se ven sometidos a sobrepresiones (presiones mayores que las que por diseño pueden resistir), la válvula de seguridad (también conocida por "válvula de alivio de presión") es un dispositivo esencial. Si la presión supera el límite, la válvula se abre automáticamente (purga), liberando casi siempre gas, y a veces, líquidos. Estas válvulas de alivio de  presión vienen obligadas por la normativa de diseño industrial y los estándares aplicables, así como por la ley.
Los gases y líquidos liberados son conducidos por sistemas de tuberías llamados cabezales de antorcha (flare headers) a una antorcha elevada vertical. Los gases se queman cuando  salen al exterior (en el dispositivo hay permanentemente una llama piloto). El tamaño y brillo de la llamarada resultante dependen del flujo de material inflamable en julios por hora (o btu por hora).
La mayoría de antorchas de plantas tienen un separador de vapor (conocido también como tambor de extracción, knockout drum) aguas arriba de la llama para extraer cualquier cantidad grande de líquido que pueda acompañar a estos gases de alivio de presión.
Muy a menudo se inyecta vapor de agua en la llama para reducir la formación de humo negro. Si se añade demasiado vapor se produce lo que se conoce como "sobrevaporación" (over steaming), con una menor eficacia de la combustión y mayores emisiones. 
Con el fin de mantener funcional todo el sistema, es necesario quemar permanentemente una pequeña cantidad de gas para alimentar la llama piloto, de modo que el sistema siempre está a punto para su propósito primario: evitar los peligros de las sobrepresiones.

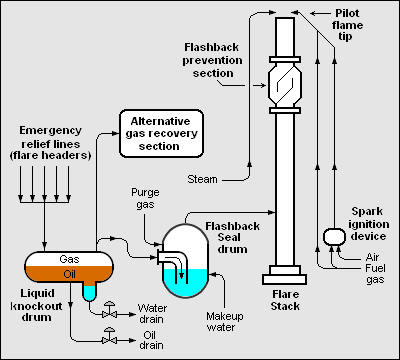
Diagrama de flujo esquemático de una antorcha vertical, elevada en una planta industrial.

El diagrama de flujo adyacente muestra los componentes típicos de un sistema industrial de quemado en antorcha de gases de sobrepresión:
- Un tambor de extracción para sacar cualquier aceite o agua de la corriente de gas de alivio.
- Un tambor de estanquidad para impedir que la llama de la parte superior de la antorcha se propague (flashback) a elementos inferiores del conjunto.
- Un sistema alternativo de recuperación del gas para uso durante arranques y paradas parciales de la plantas, así como en otros momentos que se requiera. El gas recuperado es conducido al sistema de gas combustible de la planta.
- Un sistema de inyección de vapor para proporcionar una cantidad de movimiento que mezcle eficazmente el aire de la atmósfera con el gas aliviado, de modo que la combustión se produzca sin humo.
- Una llama piloto (con su sistema de ignición) que está ardiendo todo el tiempo, de modo que, cuando hay un flujo de gas de alivio, lo convierte en una llamarada, y así evita que salga al exterior como gas combustible, lo que podría ocasionar incendios o intoxicaciones.[12]
- La antorcha en sí, incluyendo en su parte superior una sección para evitar la propagación de la llama.

## Maneras de reducir el gas quemado para aliviar las sobrepresiones
- Utilizar puntas de antorcha eficientes, y optimizar el tamaño y el número de las boquillas de combustión.
- Maximizar la eficiencia de la combustión de la antorcha, controlando y optimizando el flujo de combustible/aire/vapor para asegurar una proporción correcta entre las corrientes principal y auxiliar de alimentación de la antorcha.
- Reducir al mínimo, sin poner en peligro la seguridad, el gas destinado a la antorcha, con medidas como la instalación de dispositivos de reducción de los gases de purga, unidades de recuperación de gases, gases de purga inertes, válvulas con juntas de elastómero o instalación de pilotos de protección.[9]

## Impactos de la quema de gas en antorcha

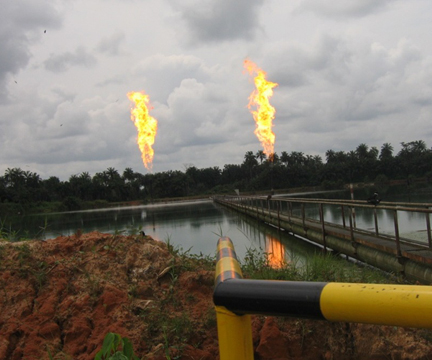
Antorchas de un pozo petrolífero en Nigeria.

Las antorchas inadecuadamente operadas pueden emitir metano, compuestos orgánicos volátiles, dióxido de azufre (SO2) y otros compuestos sulfurosos que se sabe agravan el asma y otros problemas respiratorios. Otras emisiones de antorchas incorrectamente manejadas pueden incluir hidrocarburos aromáticos (benceno, tolueno, xilenos) y benzopireno, considerados cancerígenos.
El quemado puede afectar a la fauna y la flora, al atraer pájaros e insectos a la llama. Aproximadamente 7 500 aves paseriformes fueron atraídas y abrasadas por la antorcha de la terminal de gas natural licuado en Saint John, Nuevo Brunswick, Canadá, el 13 de septiembre de 2013. Incidentes similares han ocurrido en las antorchas de plataformas petrolíferas y gasistas marinas. Se sabe que las luces atraen a las polillas. Un folleto publicado por la Secretaría del Convenio sobre la Diversidad Biológica que describe la Iniciativa de Taxonomía Global cuenta que «un taxonomista que trabajaba en un bosque tropical notó que la antorcha de una refinería de petróleo atraía y mataba centenares de estas polillas (halcón o esfinge). Durante los meses y años que la refinería había estado funcionando, un número enorme de polillas habrían sido abrasadas, lo que lleva a pensar que muchas plantas de una gran área de la selva habrían perdido oportunidades de polinización».

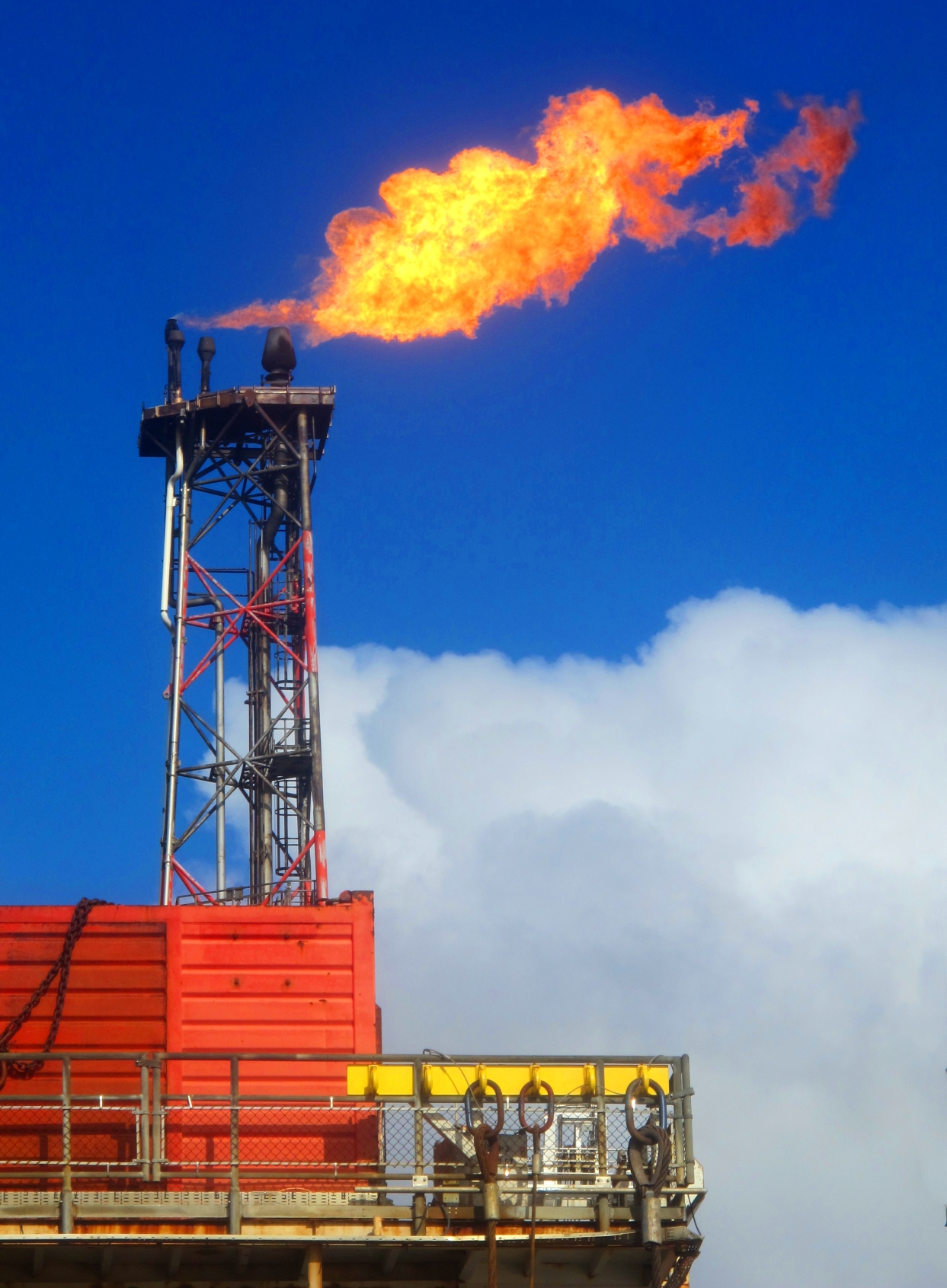
Antorcha de una plataforma petrolífera en el Mar del Norte.

Hacia finales de 2011, 150 × 109 metros cúbicos (5,3 × 1012 pies cúbicos) de gas asociado se quemaban anualmente en antorcha. Esto equivale aproximadamente al 25 % del consumo anual de gas natural en Estados Unidos o al 30 % del consumo en la Unión Europea. Si  esta cantidad de gas llegara al mercado (con un valor nominal de 5,62 dólares norteamericanos, $, por 1000 pies cúbicos) valdría 29,8 millardos de $.
También a finales de 2011, 10 países realizaban el 72 % del quemado, y 20 países, el 86 %. Los 10 países que a finales de 2011 más gas quemaban en antorcha eran (en orden decreciente): Rusia (27 %), Nigeria (11 %), Irán (8 %), Irak (7 %), Estados Unidos (5 %), Argelia (4 %), Kazajistán (3 %), Angola (3 %), Arabia Saudita (3 %) y Venezuela (3 %).
Este quemado es una fuente significativa  de emisiones de dióxido de carbono (CO2). Acopladas con la combustión de combustibles fósiles y la producción de cemento, las emisiones de dióxido de carbono por quemado en antorcha en 2010 se han triplicado (1300 ± 110 gigatoneladas, Gt, de CO2) comparadas con las cifras precedentes (años 1750-1970, 420 ± 35 GtCO2).
Al año se emiten 2 400 × 106 toneladas de dióxido de carbono por el quemado en antorcha, lo que supone aproximadamente el 1,2  % de las emisiones mundiales. Esto puede parecer insignificante, pero en junio de 2011 asciende a más de la mitad de las reducciones de emisiones certificadas (un tipo de créditos de carbono) que han sido emitidas bajo las reglas y mecanismos del Protocolo de Kioto.
Los datos de satélites muestran que, de 2005 a 2010, el quemado en antorcha en el mundo se redujo aproximadamente un 20 %. Las reducciones más significativas en términos de volumen se produjeron en Rusia (-40  %) y Nigeria (-29 %). En 2016 el Banco Mundial lanzó la iniciativa Quemado en antorcha cero (Zero Routine Flaring) para acabar con esta práctica en 2030. De 2018 a 2019 el quemado en antorcha aumentó desde los 145 hasta los 150 millardos de metros cúbicos (bcm por sus siglas en inglés), lo que resultó en la emisión de 400 millones de toneladas de CO2 equivalente.